# Rybník nad Radbuzou
Rybník (deutsch Waier) ist eine Gemeinde mit 187 Einwohnern in Tschechien. Sie befindet sich in 532 m ü. M. im Tal der Radbuza im Oberpfälzer Wald nahe der bayerischen Grenze. Die Katasterfläche beträgt 3654 ha.

## Nachbargemeinden
Die Nachbargemeinden (im Uhrzeigersinn) sind: Bělá nad Radbuzou (Weißensulz), Mutěnín (Muttersdorf), Hora Svatého Václava (Berg), Poběžovice (Ronsperg), Nemanice (Wassersuppen), Tiefenbach, Stadlern.
| Bělá nad Radbuzou 9 km | Bělá nad Radbuzou 9 km                      | Mutěnín (Muttersdorf) 6 km |
| Stadlern 5 km          | Kompassrose, die auf Nachbargemeinden zeigt | Hora Svatého Václava 5 km  |
| Tiefenbach 11 km       | Nemanice 9 km                               | Poběžovice 4 km            |

## Geographie
Der Ort im Naturpark Český les liegt 10 km westlich der Stadt Poběžovice am Fuße der Velká skála (Großer Fels, 792 m) und des Železný vrch (Eisenberg, 789 m). Die nächstgelegene Stadt ist das 9 km westlich befindliche Bayerische Schönsee. Die Gemeinde Rybník ist von deutscher Seite mit dem Pkw erreichbar über die Grenzübergänge Waldmünchen / Lísková (Haselbach) und Eslarn / Železná (Eisendorf), jeweils ca. 13 km; außerdem für Fußgänger und Radfahrer über die grenzüberschreitenden Wanderwege Stadlern / Rybník (Waier) und Kleinsteinlohe / Hraničná (Paadorf).
Nachbarorte sind im Westen das bayerische Waldhäuser und im Süden Závist (Neid). Östlich erhebt sich der 752 m hohe Stráž, hinter dem Šidlákov (Schilligkau) und Šibanov (Schiefernau) liegen.

## Geschichte
Die Gründung des Dorfes geht zurück auf einen Fischweiher, der um 1571–79 durch Ritter Johann von Wiedersberg angelegt worden sein soll. Das Geschlecht der Wiedersberger stammte ursprünglich aus dem sächsischen Vogtland, bekam gegen Ende des 16. Jahrhunderts die Herrschaft über das nahe Muttersdorf und hatte bis ins 19. Jahrhundert hinein einigen Einfluss in der Region. 1589 wird Waier durch einen Vertrag mit der Stadt Domažlice formell gegründet. Zeitgenössische Quellen erwähnen im Jahre 1630 einen Ort namens Chalupy u Rybníka, „Hütten am Fischweiher“. Die Ansiedlung blieb erhalten, nachdem der Fischweiher, dessen Damm bei dem Weiler Althütten lag, eingegangen war, und bekam den schlichten Namen Waier (tschechisch Rybník).
Die eigentliche Besiedlung des Dorfes begann etwa ab 1760. Wichtig für die weitere Entwicklung war zunächst die Errichtung einer Glashütte, der Troithütte, an deren Stelle im Jahre 1789 die Goldbrunnhütte errichtet wurde, die 1810 wieder aufgelassen wurde. Für 1825 ist in Waier ein Zollamt belegt. Danach folgten eine Puchermühle (ein Hammerwerk für die Glasverarbeitung) und 1864 eine Dampfsäge, die 1876 stillgelegt wurde. Vom Namen der ursprünglichen Troithütte leitet sich der Name des Ortsteiles Droht (tschechisch Draha) ab; ein weiterer Ortsteil von Waier hieß Rappauf; dieser ist nicht zu verwechseln mit dem zu dem benachbarten Pleš (Plöss) gehörenden Weiler gleichen Namens.
Für das Jahr 1785 sind für Waier selbst bereits 24 Häuser und 129 Bewohner erwähnt, für 1839 37 Häuser und 273 Bewohner, für 1910 42 Häuser und 389 Bewohner, für 1930 65 Häuser und 434 Bewohner, davon 425 Deutsche, und für 1945 71 Häuser und 370 Bewohner.
Die Kirche St. Anna wurde 1795–98 erbaut, nachdem bereits eine seit 1786 belegbare Kapelle und der 1787 angelegte Friedhof existiert haben, und erhielt im Zuge einer Erweiterung im Jahre 1827 einen Turm. Von zentraler Bedeutung für die weitere Entwicklung des Ortes war die Erhebung der Kirche zur Pfarrkirche 1856. Bis dahin waren Waier und die umliegenden Orte eingepfarrt und auch eingeschult nach Muttersdorf.
Zur Pfarrei Waier gehörten die drei Gemeinden
- Waier mit den Ortschaften Waier (im Jahre 1930 434 Einwohner) und Bernstein (98);
- Neid mit Neid (161), Friedrichshof (97), Schnaggenmühle (42), Franzbrunnhütte (34) sowie
- Schwarzach mit Schwarzach (96), Unterhütte (385), Oberhütte und Paadorf (zusammen 414 Einwohner). Paadorf wurde erst 1875 in Eigeninitiative ohne Baubewilligung von Wenzel Paa gegründet.

Weitere vier benachbarte Gemeinden, deren Bewohner der räumlichen Nähe halber in der Regel nach Waier in die Kirche gingen, waren:
- Schwanenbrückl mit Schwanenbrückl (260 Einwohner im Jahre 1930), Althütten (435), Johanneshütte (62);
- Großgorschin mit Großgorschin (81), Kleingorschin (37), Putzbühl (31), Pfaffenberg (25);
- Neubäu mit Neubäu (298) und Fuchsberg (100); sowie
- Rindl (239).

Diese Gemeinden waren eigentlich eingepfarrt nach Muttersdorf (Schwanenbrückl, Großgorschin, Rindl) bzw. Heiligenkreuz (Neubäu), zählten aber ‚inoffiziell’ und im Bewusstsein der Bewohner zur Pfarrei Waier. Die Gesamteinwohnerzahl aller dieser Orte betrug im Jahre 1930 3329 Menschen.
Wie die vielen Ortsnamen auf „-hütten“ zeigen, ist die Gründung von Glashütten der Ausgangspunkt für die Besiedlung und Bewirtschaftung der hart an der Grenze zu Bayern gelegenen Gegend. Nach der Auflassung dieser Glashütten wurden Forst- und Landwirtschaft zu den bestimmenden Erwerbszweigen, daneben das Spitzenklöppeln. Viele Bewohner mussten aber auch als Saisonarbeiter in die Kurstädte Marienbad, Karlsbad oder nach Sachsen zum Hopfenpflücken. Ab der Mitte des 19. Jahrhunderts gehörte das Gebiet zum Gerichtsbezirk Ronsperg im Bezirk Bischofteinitz. Mit Beginn des 20. Jahrhunderts wurde Waier und Umgebung zu einer beliebten Sommerfrische.
Nach dem Münchner Abkommen kam Waier zum deutschen Landkreis Bischofteinitz, dem es bis 1945 angehörte. Die Hoffnungen auf einen weiteren wirtschaftlichen Aufschwung durch den Fremdenverkehr wurden zunichtegemacht durch den Zweiten Weltkrieg und die Vertreibung der deutschen Bevölkerung. Wegen seiner unmittelbaren Grenznähe lag Rybník im Sperrgebiet und wurde nur spärlich wieder besiedelt. Die Orte Bernštejn (Bernstein) und Hraničná (Paadorf) wurden Standorte einer Kompanie der tschechoslowakischen Pohraniční stráž (Grenzwache). In unmittelbarer Nähe verlief der Eiserne Vorhang in Form einer zweireihigen Zaunanlage. Nicht weit von Rybník entfernt wurde 1978 auf dem Berg Velký Zvon (Plattenberg, 862 m) ein Fernmeldeturm zur Funkaufklärung errichtet, ähnlich den Aufklärungsposten auf dem Čerchov oder dem Dyleň.
Auch im Dianin Dvůr (Dianahof), dem früheren Jagdschloss des Geschlechts der Coudenhove-Kalergi, Herrschaftsbesitzer in Ronsperg, war bis 1962 eine Kompanie der Grenzwache untergebracht. Danach verfiel dieses hart an der Grenze zwischen Schwarzach und Unterhütten gelegene Gut völlig.
Die einstige Pfarrkirche St. Anna in Rybník verfiel nach 1945 und wurde 1964 abgetragen. An ihrem Standort wurden ab 1973 eine Schule und insgesamt sieben Mehrfamilienhäuser im Plattenbauweise errichtet.

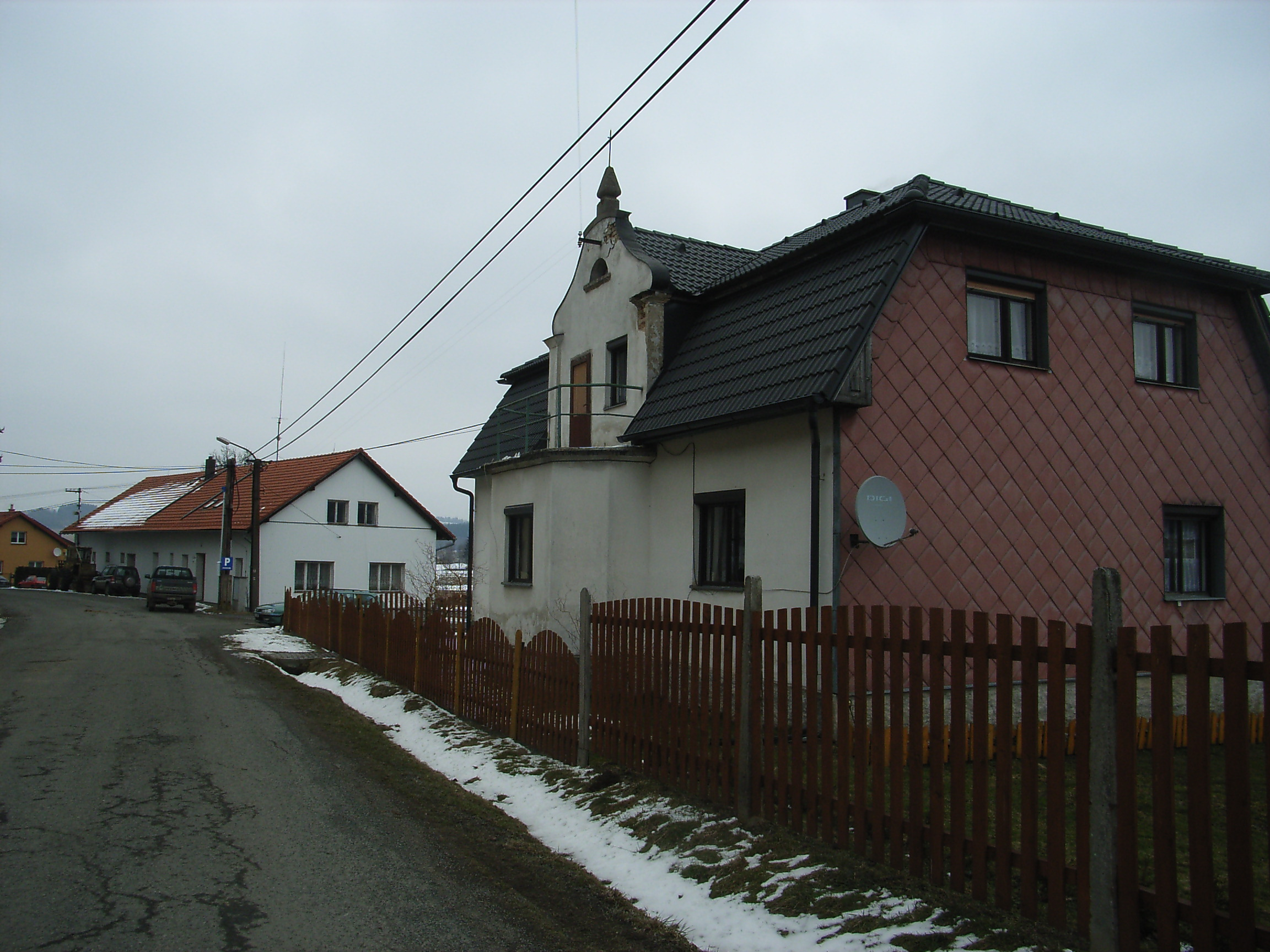
Altes Haus in Rybník (2013)

Von den alten Häusern haben sich nur wenige erhalten. Das Ortsbild von Rybník wird heute dominiert von einer ausgedehnten landwirtschaftlichen Anlage, die 1982 als eine Praktikumsschule der pädagogischen Fakultät der Universität Pilsen errichtet wurde.

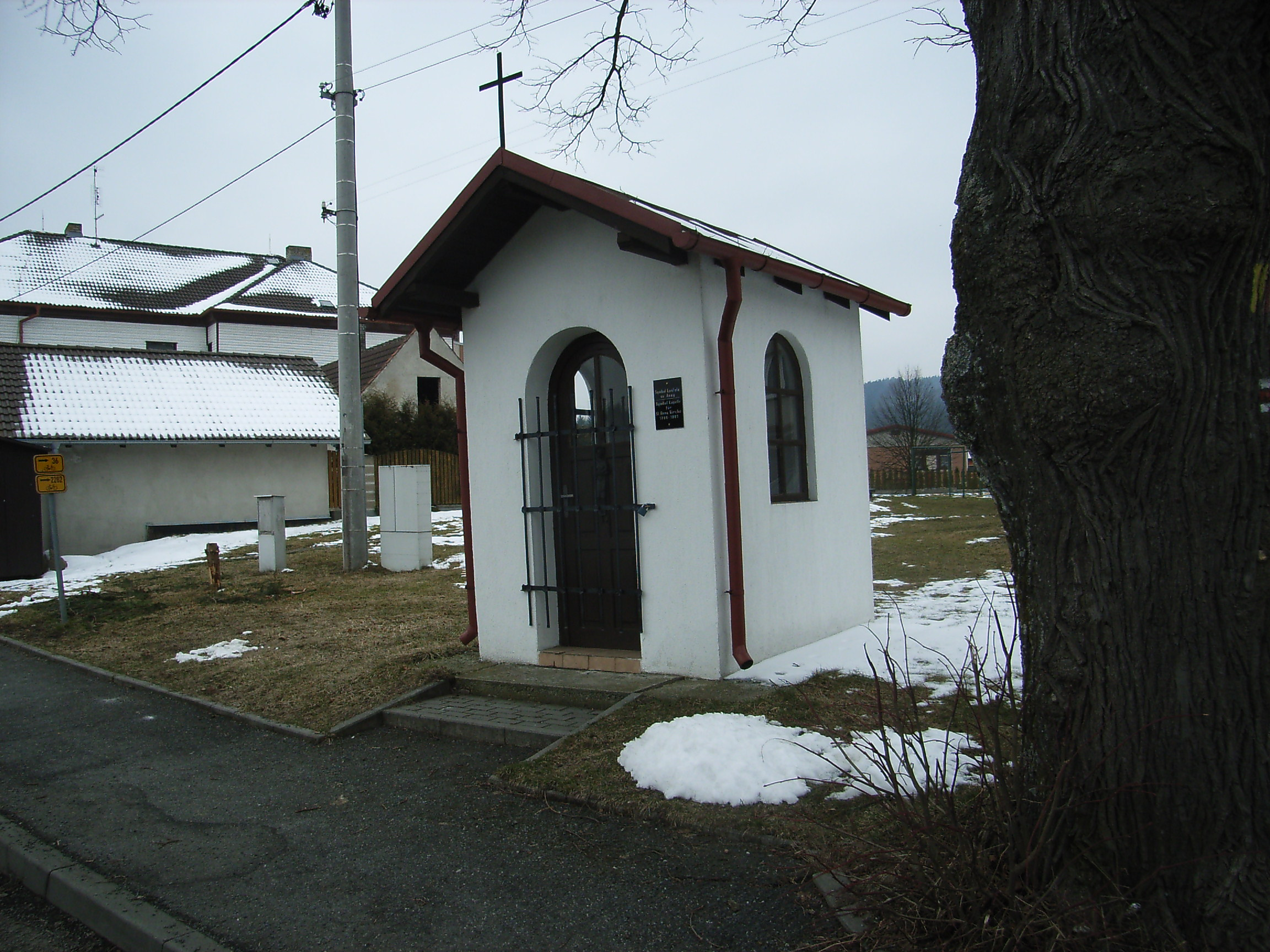
Kapelle in Rybník (2013)

Nach der Grenzöffnung hat die Gemeindeverwaltung in Zusammenarbeit mit ehemaligen deutschen Bewohnern an der Stelle der zerstörten Kirche eine Symbolkapelle errichtet.

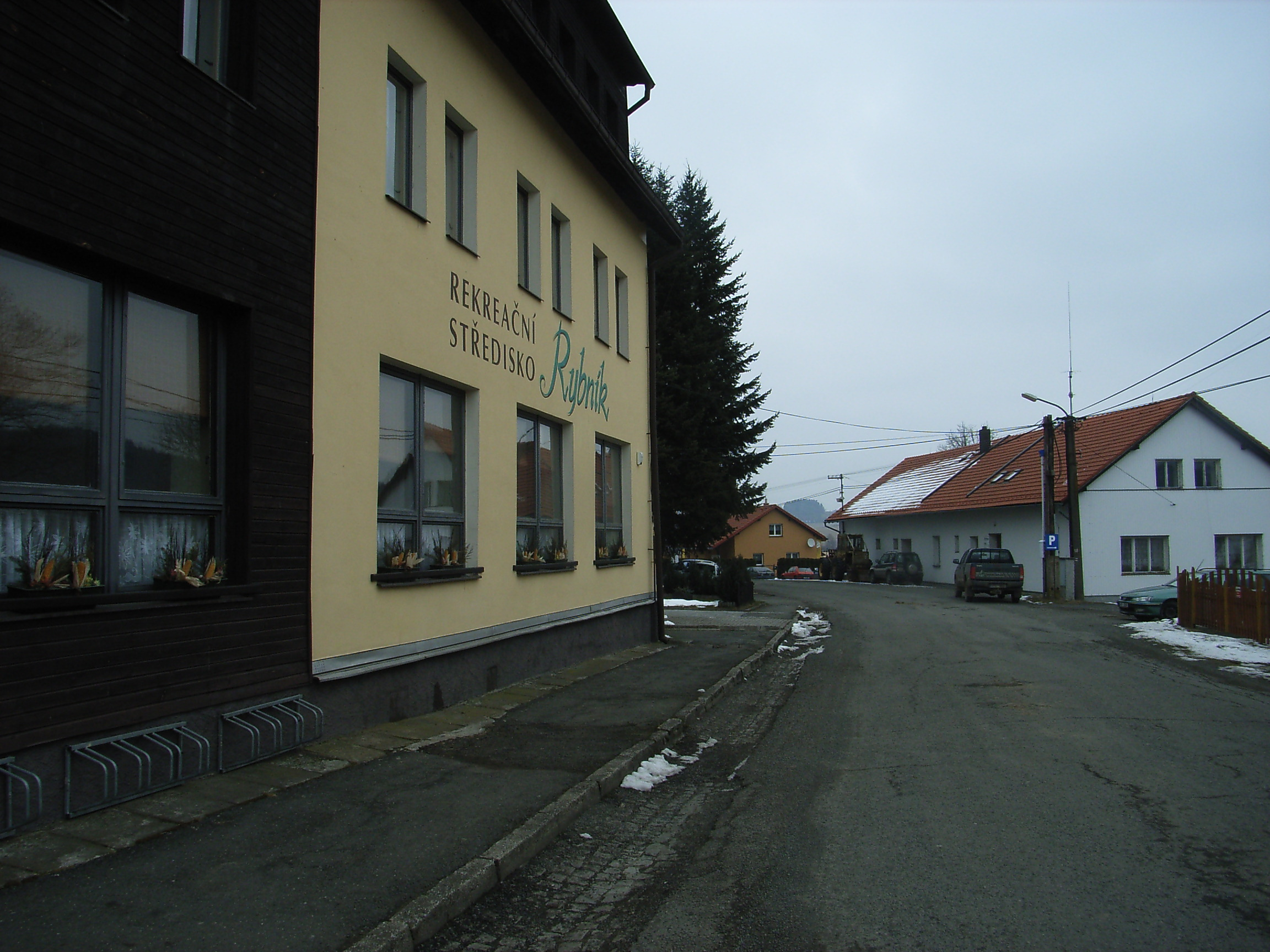
Restaurant mit Übernachtungsmöglichkeit in Rybník (2013)

In Rybník befindet sich ferner eine Gaststätte mit Hotel. Závist wird nach wie vor zu Erholungszwecken genutzt.
Von den weiteren umliegenden Orten, welche früher der Pfarrei Waier angehörten, haben sich kaum Spuren erhalten. Bedřichov (Friedrichshof) weist noch ein verlassenes Haus auf, in Bernštejn (Bernstein) und Hraničná (Paadorf) befinden sich nur noch die leer stehenden Kasernengebäude. An der Stelle der früher zwischen Hraničná und Závist stehenden Binhacken-Kapelle wurde ein Gedenkkreuz errichtet, an dem jedes Jahr in Erinnerung an die früheren Wallfahrten eine Maiandacht stattfindet.
Alle anderen Orte wurden aufgrund ihrer Grenznähe nach 1945 dem Verfall und der Ausplünderung zur Gewinnung von Baumaterial preisgegeben und schließlich planmäßig zerstört, dies zumeist während des Jahres 1957. Abgesehen von mehr oder weniger deutlich erkennbaren Mauerresten existieren nur noch die Ortsnamen als Flurnamen: Mlynářka (Schnaggenmühle), Františčina Hut’ (Franzbrunnhütte), Švarcava (Schwarzach bzw. Böhmisch Schwarzach), Horní Hut’ (Oberhütte), Dolní Hut’ (Unterhütte), Stará Hut’ (Althütten), Jánská Hut’ (Johanneshütte), Velký Horšín (Großgorschin), Malý Horšín (Kleingorschin), Horka (Putzbühl), Kněžská (Pfaffenberg), Novosedly (Neubäu), Liščí Hora (Fuchsberg) und Korytany (Rindl). Die Ortschaften Velký Horšín, Malý Horšín und Liščí Hora waren noch bis in die 1970er Jahre dünn besiedelt und wurden 1974 aufgelassen. Mostek war 1950 als Dorf aufgelassen worden und bildet nun mit seinem einzigen noch bestehenden Haus wieder einen Ortsteil.

## Gemeindegliederung
Die Gemeinde Rybník besteht aus den Ortsteilen Rybník (Waier), Závist (Neid) und Mostek (Schwanenbrückl). Grundsiedlungseinheiten sind Korytany (Rindl), Mostek, Novosedly (Neubau), Rybník, Švarcava (Schwarzach), Velký Horšín (Großgorschin) und Závist.
Das Gemeindegebiet gliedert sich in die Katastralbezirke Korytany, Mostek u Rybníku, Novosedly u Rybníku, Rybník nad Radbuzou, Švarcava, Velký Horšín und Závist u Rybníku.

## Bevölkerungsentwicklung
Folgende Quellen wurden benutzt:
- Historický lexikon obcí České republiky 1869–2005, Teil 1, Seite 278 für die Jahre 1869 bis 2001.[6] Die Angaben beziehen sich auf Rybnik und Umgebung (Althütten, Klein- und Groß Gorschin, Pfaffenberg, Bernstein, Friedrichshof, Putzbühl, Droth). Schwanenbrückl und Neid werden extra ausgewiesen.
- Rudolf Karl nach Johann Micko: Waier. In: Franz Liebl, Heimatkreis Bischofteinitz (Hrsg.): Unser Heimatkreis Bischofteinitz. Brönner & Daentler KG, Eichstätt 1967, S. 280–282.[7] Die Angaben beziehen sich nur auf das Dorf Rybnik, ohne Umgebung.
- Webseite von Rybník.[8] Die Angaben beziehen sich nur auf das Dorf Rybnik, ohne Umgebung. Nur die Angabe für 1930 bezieht sich auf das gesamte Gemeindegebiet von Rybník einschließlich Schwanenbrückl und Neid.

| Jahr | Einwohner                   | Gebäude                             | Anmerkungen         |
| ---- | --------------------------- | ----------------------------------- | ------------------- |
| 1579 | k. A.                       | 1 Säge, 1 Wächterhaus für den Teich | nur das Dorf Rybník |
| 1656 | k. A.                       | 4 Höfe                              | nur das Dorf Rybník |
| 1722 | 49                          | 6 Häuser                            | nur das Dorf Rybník |
| 1785 | 129                         | 24 Häuser                           | nur das Dorf Rybník |
| 1839 | 273                         | 37 Häuser                           | nur das Dorf Rybník |
| 1869 | 1261                        | 157                                 | Rybnik und Umgebung |
| 1880 | 1239                        | 169                                 | Rybnik und Umgebung |
| 1890 | 1255                        | 171                                 | Rybnik und Umgebung |
| 1890 | 331                         | 44                                  | nur Rybnik          |
| 1900 | 1333                        | 174                                 | Rybnik und Umgebung |
| 1900 | 388 Deutsche und 1 Tscheche | k. A.                               | nur Rybnik          |

| Jahr | Einwohner | Gebäude | Anmerkungen         |
| ---- | --------- | ------- | ------------------- |
| 1910 | 1365      | 180     | Rybnik und Umgebung |
| 1910 | 389       | 42      | nur Rybnik          |
| 1921 | 1368      | 181     | Rybnik und Umgebung |
| 1930 | 1343      | 215     | Rybnik und Umgebung |
| 1945 | 370       | 71      | nur Rybnik          |
| 1950 | 67        | 119     | Rybnik und Umgebung |
| 1961 | 64        | 33      | Rybnik und Umgebung |
| 1970 | 135       | 22      | Rybnik und Umgebung |
| 1980 | 175       | 18      | Rybnik und Umgebung |
| 1991 | 157       | 18      | Rybnik und Umgebung |
| 2001 | 175       | 25      | Rybnik und Umgebung |